# Salto en esquí en los Juegos Olímpicos de Sankt Moritz 1948
La competición de salto en esquí en los Juegos Olímpicos de Sankt Moritz 1948 se realizó en el Trampolín Olímpico (Olympiaschanze) de Sankt Moritz el 7 de febrero de 1948.

## Medallistas
| Evento                                     | Oro                                   | Plata                              | Bronce                                      |
| ------------------------------------------ | ------------------------------------- | ---------------------------------- | ------------------------------------------- |
| Trampolín grande individual (7 de febrero) | Petter Hugsted · Noruega · 228,1 pts. | Birger Ruud · Noruega · 226,6 pts. | Thorleif Schjelderup · Noruega · 225,1 pts. |

## Medallero
| Núm. | País    | Oro | Plata | Bronce | Total |
| ---- | ------- | --- | ----- | ------ | ----- |
| 1    | Noruega | 1   | 1     | 1      | 3     |
|      | TOTAL   | 1   | 1     | 1      | 3     |